# Eodromaeus
Eodromaeus – rodzaj teropoda żyjącego w późnym triasie na terenach współczesnej Ameryki Południowej. Został opisany w 2011 roku przez Ricarda Martíneza i współpracowników w oparciu o skamieniałości odkryte w osadach ogniwa Valle de la Luna (Dolina Księżycowa) w formacji Ischigualasto w argentyńskiej prowincji San Juan, w osadach datowanych na 232–229 mln lat. Holotypem jest PVSJ 560, niemal kompletny szkielet dorosłego osobnika nieobejmujący kości łopatkowo-kruczych, większej części prawej kończyny przedniej, niektórych żeber szyjnych i tułowiowych, gastraliów, czterech przednich kręgów ogonowych oraz większości szewronów. Odkryto również szczątki kilku innych osobników (PVSJ 561, 562 i 563 z ogniwa Valle de la Luna oraz 534 i 877 z ogniw La Peña i Cancha de Bochas).
Eodromaeus osiągał stosunkowo niewielkie rozmiary – długość całego osobnika (szacowana na podstawie holotypu oraz okazu PVSJ 562) wynosi 177 cm, z czego na czaszkę przypadało około 12 cm. Rozmiarami i ogólną budową Eodromaeus przypominał hipotetycznego ostatniego wspólnego przodka teropodów. Miał kość piszczelową nieco dłuższą od udowej, długi ogon zbudowany z około 45 kręgów i kość krzyżową składającą się prawdopodobnie z trzech kręgów. W kości przedszczękowej znajdowały się cztery zęby, a w szczękowej – jedenaście. Ich korony cechowały się bocznym spłaszczeniem, zakrzywieniem i gęstym ząbkowaniem w środkowej i dystalnej części zęba (9 ząbków na milimetr). Eodromaeus jest jednym z trzech (obok eoraptora i Pampadromaeus) znanych dinozaurów mających zęby na kości podniebiennej. W tylnych kręgach szyjnych występują pleurocele, co wskazuje na obecność worków powietrznych, prawdopodobnie ciągnących się do klatki piersiowej.
Na przynależność Eodromaeus do teropodów wskazuje wiele zaawansowanych cech czaszki, szkieletu osiowego, kończyn przednich, obręczy miednicznej i kończyn tylnych. Takson ten wykazuje jednak niewiele autapomorfii. Według analizy filogenetycznej przeprowadzonej przez Martíneza i współpracowników Eodromaeus jest bazalnym teropodem – bardziej zaawansowanym niż herrerazaury, jednak bardziej bazalnym od neoteropodów.
Nazwa Eodromaeus po grecku oznacza „wczesny biegacz” (od eos – „świt”, „początek” i dromaeus – „biegacz”). Nazwa gatunkowa gatunku typowego, murphi, honoruje J. Murphy'ego – wolontariusza z Earthwatch, który odnalazł okaz holotypowy. Pierwsze szczątki odkryto w 1996 roku i początkowo przypisano je do rodzaju Eoraptor.